# 跨界歌王
《跨界歌王》，全名《最美和声之跨界歌王》，是北京衛視一個明星音乐歌唱類的真人秀綜藝節目。
第一季於2016年5月28日起每週六21:08接档《音乐大师课2》播出；第四季於2019年10月12日每週六20:30接档《跨界喜剧王4》播出；第五季於2020年6月27日每週六20:30接档《了不起的长城》播出；目前已播出至第五季。

## 播出時間
| 所在地   | 電視台      | 播出日期       | 播出時間                       |
| -------- | ----------- | -------------- | ------------------------------ |
| 中国大陆 | 北京衛視    | 2016年5月28日  | 第一季，每星期六晚上9:08播出。 |
| 中国大陆 | 北京衛視    | 2017年4月15日  | 第二季，每星期六晚上8:30播出。 |
| 中国大陆 | 北京衛視    | 2018年5月5日   | 第三季，每星期六晚上8:30播出。 |
| 中国大陆 | 北京衛視    | 2019年10月12日 | 第四季，每星期六晚上8:30播出。 |
| 中国大陆 | 北京衛視    | 2020年6月27日  | 第五季，每星期六晚上8:30播出。 |
| 马来西亚 | Astro全佳HD | 2017年1月8日   | 第一季，每星期日晚上6:30播出。 |
| 马来西亚 | Astro全佳HD | 2017年12月24日 | 第二季，每星期日晚上8:30播出。 |

## 季度概述
- 详细赛果请参考各季条目。

| 赛季 | 开播时间       | 完结时间       | 主持人       | 集数 | 评委                                                       | 冠军         | 亚军   | 季军   |
| ---- | -------------- | -------------- | ------------ | ---- | ---------------------------------------------------------- | ------------ | ------ | ------ |
| 1    | 2016年5月28日  | 2016年8月20日  | 栗坤         | 13   | - 宋柯 - 高晓松 - 巫啟賢 - 丁薇（代班） - 黃韻玲（代班）   | 刘涛         | 王祖蓝 | 小沈阳 |
| 2    | 2017年4月15日  | 2017年7月8日   | 栗坤         | 13   | - 戴玉強 - 王珮瑜 - 黃子佼                                 | 江珊         | 谢娜   | 张继科 |
| 3    | 2018年5月5日   | 2018年8月4日   | 栗坤         | 13   | - 薛之谦 - 谭维维 - 黃子佼 - 张宇（代班） - 蔡国庆（代班） | 王凯         | 吳秀波 | 宁静   |
| 4    | 2019年10月12日 | 2019年12月21日 | 刘涛         | 11   | 不適用                                                     | 王雷，李小萌 | 小沈阳 | 不適用 |
| 5    | 2020年6月27日  | 2020年10月1日  | 刘婧、王琳凯 | 12   | - 丁太升 - 彭飞 - 秦四风 - 流水纪 - 影子 - 郝雷 - 鞠红川   | 郑恺         | 小沈阳 | 不適用 |

## 其他歌曲信息
| 年份 | 歌曲名稱                 | 原唱     | 主唱 | 性質                                     |
| 2016 | 《陽光總在風雨後（國）》 | 許美靜   | 劉濤、王子文、小瀋陽、潘粤明、巴图、胡杏兒、姚笛、栗坤                                                                       | 賑災演出曲目                             |
| 2017 | 《掌聲響起（國）》       | 鳳飛飛   | 黄子佼、戴玉強、王珮瑜、江珊、謝娜、張繼科、姚晨、于毅、陳赫、王珞丹、陳建斌、苗圃、鄧倫、韩丹彤、練練、陳麗娜、蔡宜達、劉濤 | 第十二期總決賽加油演出曲目               |
| 2018 | 《明天你好》             | 牛奶咖啡 | 陈学冬、韩东君、吴秀波、徐静蕾、刘恺威、李菲儿                                                                               | 第一期四川地震纪念5.12十周年加油演出曲目 |

## 獎項
| 年份 | 頒獎             | 獎項                           | 結果 |
| 2016 | 第12屆中美電影節 | 最佳電視綜藝節目－《跨界歌王》 | 獲獎 |

## 外部連結
- 官方網站  （页面存档备份，存于）
- 跨界歌王的新浪微博